# Жендик
Жендик (каз. Жеңдік) — село в Ескельдинском районе Жетысуской области Казахстана. Входит в состав Туленгутского сельского округа. Код КАТО — 196455300.

## Население
В 1999 году население села составляло 157 человек (73 мужчины и 84 женщины). По данным переписи 2009 года, в селе проживало 159 человек (81 мужчина и 78 женщин).